# Idioma sugní
El idioma sugní es una de las lenguas de Pamir de las lenguas iranias surorientales. Su distribución está en la provincia de Alto Badajshán en Tayikistán y en la provincia de Badajshán en Afganistán.
El sugní tiende al orden de palabras SOV, que distingue a un masculino y un género femenino en los sustantivos y adjetivos, así como la tercera persona del singular de los verbos. El sugní distingue entre un absolutivo y un caso oblicuo en su sistema de los pronombres. El dialecto rusaní se destaca por una construcción tipológica inusual 'doble oblicua', también llamado 'caso transitiva', en tiempo pasado.

## Dialectos
Está dividido en los dialectos rusaní, bartanguí, Orosor (Rosorví), jufí, y el propio sugní. Pero el bartanguí y el jufí son bastante distinto, y quizás son lenguas separadas.

## Literatura
- Ivan Ivanovich Zarubin. Shugnanskie teksty i slovar. Moskva: Izd-vo Akademii nauk SSSR, 1960.